# Med bön och med lovsång
Med bön och med lovsång är en psalm med text skriven 1887 Henrik Wilhelm Eklund och musik skriven 1873 av Robert Lowry. Texten översattes till svenska 1960 av Daniel Hallberg och bearbetades 1987.

## Publicerad i
- Segertoner 1988 som nr 411 under rubriken "Den kristna gemenskapen - Gudstjänsten".[1]